# Looking for a New Love
Looking for a New Love è il singolo di debutto della cantante statunitense Jody Watley, pubblicato nel gennaio 1987 come primo estratto dall'album eponimo di debutto dell'artista. Autori del brano Looking for a New Love sono la stessa Jody Watley (autrice del testo) e André Cymone, autore della melodia.
Il singolo uscì su etichetta MCA Records. Si tratta del singolo di maggiore successo della cantante.

## Descrizione
Il disco raggiunse negli Stati Uniti il secondo posto della classifica Billboard Hot 100, rimanendo in questa posizione per quattro settimane e il quinto posto in Nuova Zelanda.

## Tracce
7"
1. Looking for a New Love – 3:58
2. Looking for a New Love (A Cappella) – 5:06

## Classifiche
| Classifica                      | Posizione massima | Nr. di settimane |
| ------------------------------- | ----------------- | ---------------- |
| Belgio                          | 24                | 3                |
| Germania                        | 25                | 12               |
| Nuova Zelanda                   | 5                 | 13               |
| Paesi Bassi                     | 37                | 10               |
| Regno Unito                     | 13                |                  |
| Stati Uniti (Billboard Hot 100) | 2                 |                  |
| Svizzera                        | 11                | 6                |